# ジャックと豆の木 (1974年の映画)
 ジャックと豆の木 は、1974年7月20日に日本ヘラルド映画（現：KADOKAWA）にて公開された 日本のミュージカルアニメ映画作品。

## 概要
イギリス民話である「ジャックと豆の木」をアレンジした、「日本発のアニメ・ミュージカル」。
当時まだ珍しかったフルアニメーションに、ヒット・メイカーとして有名な作曲・編曲家陣、さらに同じくヒットを飛ばしていた作詞家の阿久悠がすべての歌の歌詞と音楽構成を担当。
声優の顔ぶれも、ジャック役に当時まだ劇団四季の研究生だった市村正親、マーガレット姫に山本リンダ、そして悪い魔女のノワール夫人を公開当時、悠木千帆の芸名を名乗っていた樹木希林が演じている。

## あらすじ
百姓の息子ジャックは、ずっと以前に父を亡くして母親と二人暮らし。ある日、飼っていた雌牛が乳を出さなくなってしまい、ジャックがこれを売りに行くことになった。道の途中で、ジャックは不思議な男に呼び止められ、雌牛と不思議な豆との交換を持ちかけられる。はじめは断ったジャックだったが、男が不思議な楽器で奏でるメロディーを聴いているうち、気が付けば豆と引き換えに牛を引き渡してしまっていた。
もちろん母親はカンカン。ジャックをさんざん叱りつけると、豆を外に投げ捨ててしまうが、ジャックたちが眠っている夜のうち、捨てられた豆から芽が生え、ものすごい勢いで空を目指して伸びていく。
翌朝、外に出たジャックはびっくり仰天。飼い犬のグロスビーとともに、好奇心からその豆のつるを登り、空の上へ上へと向かってゆくと、やがて雲の上のお城にたどり着く。荒れ果てた城の庭には、雲に乗った妖精の姫・マーガレットがいた。どこか正気を失っているような彼女がジャックは気になる。
やがてジャックは、この城を支配しているのが魔女のノワール夫人とその息子の巨人・チューリップの母子であることを知る。ノワール夫人の狙いは、マーガレットとチューリップを結婚させ、この天上の国のすべてを自分が手に入れることだった……。

## 登場キャラクター
ジャック
声 - 市村正親
本作の主人公。
マーガレット
声 - 山本リンダ
本作のヒロインである姫。
グロスビー
声 - 上村一夫
ジャックの愛犬。
豆売りの男
声 - 西村晃
ジャックの雌牛と不思議な豆を交換しようとする。
チューリップ
声 - 水島弘
ノワール夫人の息子である巨人。
ノワール夫人
声 - 悠木千帆（後の樹木希林）
マーガレット姫を監禁していた魔女。
たて琴
声 - 一谷伸江
紙の司祭
声 - 日下武史
口上
声 - 左とん平
ミイ
声 - 久野秀子（現：久野綾希子）
将軍
声 - 松宮五郎
大臣
声 - 瀬下和久
女官
声 - 北村昌子
スロー
声 - 木内成子
オンドリ
声 - 川原洋一郎
おっ母
声 - 麻生美代子
ジャックの母親。

## スタッフ
- 企画 - 中田実紀雄
- 監督 - 杉井ギサブロー
- 脚本 - 平見修二
- 作画監督 -山本繁
- 美術 - 児玉喬夫、内田好之、阿部幸次、藤本四郎
- 撮影 - 森山一
- 編集 - 古川雅士
- 音楽監督 - 田代敦巳
- 音楽構成 - 阿久悠
- 作曲 - 三木たかし、都倉俊一、井上忠夫（後の井上大輔）
- プロデュース - 中田実紀雄
- 製作 - グループ・タック
- 配給 - 日本ヘラルド映画

## 劇中歌
- 『奇跡の歌』（作詞：阿久悠、作曲・編曲：都倉俊一、歌：山本リンダ）
- 『完全にしあわせ』（作詞：阿久悠、作曲・編曲：三木たかし、歌：山本リンダ）

ほか